# Karate Combat
Karate Combat (zapis stylizowany: KARATE COMBAT) – amerykańska federacja karate promującą walki w formule Karate full contact. Została założona w 2018 roku i jest pierwszą na świecie profesjonalną ligą karate, gdzie walki toczą się w formie sezonów, każdy karateka walczy wielokrotnie w ciągu sezonu. Siedziba organizacji mieści się w Nowym Jorku, a dodatkowe biura znajdują się w Calabasas w stanie Kalifornia i w Budapeszcie. Zawody trwają około 12 tygodni, a zwycięzca każdej kategorii wagowej otrzymuje złoty pas.  Główną ideą organizacji jest przybliżenie Karate jako sportu, nowemu pokoleniu fanów sportów walki w niespotykanej dotąd formie. Organizacja składa się z ponad 100 wykwalifikowanych karateków: mężczyzn i kobiet z całego świata. Wywodzą się z różnych stylów karate takich jak: 
- Shotokan
- Shitō-ryū
- Wadō-ryū
- American Karate

## Władze organizacji[3]
- Robert Bryan (założyciel i dyrektor generalny)
- Adam S. Kovacs (prezes i dyrektor operacyjny)
- Bas Rutten (ambasador)
- Georges St-Pierre (ambasador)
- Lyoto Machida (ambasador)

## Zasady i reguły walki[1][4]
Intencją KARATE COMBAT jest organizacja walk, które odzwierciedlają zarówno zaciekłego ducha walki, jak i tradycyjną etykę związaną z Kodeksem Bushidō. Rywalizacja oparta jest na zasadach tradycyjnej walki Karate, w tym agresywne uderzenia, rzuty, podcięcia, obalenia i ograniczone walki w parterze. Zawodnicy używają 4 uncjowych rękawic podobnych do tych używanych w MMA, ochraniacz pachwinowy (mężczyźni), spodnie Karate i pasy. Walki odbywają się w kwadratowym dole (PIT) o wymiarach 6,5 x 6,5 m, otoczonym ukośnymi ścianami (45 stopni). Każda walka niebędąca mistrzostwską jest zaplanowana na trzy, 3-minutowe rundy z jedną minutą przerwy pomiędzy każdą rundą. Jeśli końcowe wyniki sędziów wskazują remis, odbywa się jedna dodatkowa runda, której wyniki wskazują zwycięzcę. Jeśli wynikiem rundy dodatkowej jest  remis, oficjalnym wynikiem walki jest remis. Poprzedzając dzwonek rozpoczynający każdą walkę, sędzia instruuje każdego zawodnika, aby wykonał tradycyjny ukłon karate do przeciwnika. Podczas przerwy między rundami zawodnik opuszcza pole walki (PIT) i zostaje ze swoim trenerem i sekundantami. Podczas walki, gdy jeden z zawodników znajdzie się w pozycji uziemionej (parterowej) sędzia wylicza zawodnika palcami w widoczny sposób od pięciu (5) do jednego (1), co oznacza czas, przez który stojący zawodnik może kontynuować legalny atak, a powalony zawodnik może walczyć z ziemi. Pod koniec „Five-Count” (liczenia) sędzia rozdziela zawodników, a leżącego zawodnika podnosi do pozycji w stójce. Zawodnik atakujący powalonego przeciwnika, może to robić tylko ciosami rękoma (z wyjątkiem ciosów pięścią tzw.  ciosy "młotkowe" i grzbietem dłoni) i musi utrzymywać wyprostowaną i kontrolowaną pozycję podczas ataku. Zawodnik może również położyć jedno kolano na powalonym przeciwniku, ale gdy drugie kolano opadnie (i pozostanie) w dół lub obaj zawodnicy zostaną uznani za uziemionych, sędzia przerwie akcję, postawi zawodników i natychmiast wznowi akcję od ta sama pozycja w dole. Za każdym razem, gdy zawodnik zostaje kontuzjowany w wyniku faulu, który powoduje zatrzymanie czasu lub walka kończy się przez KO lub TKO, jego przeciwnik przyjmuje tradycyjną pozycję klęczącą (seiza) po przeciwnej stronie pola walki (PIT), dopóki przeciwnik nie dojdzie do siebie lub sędzia wskaże że jego rywal powinien wstać. Zawodnik może poddać się, poprzez ciągłe odklepanie (ang. tap out) ręką w dowolny obszar pola wałki (PIT), kładąc jedno kolano na ziemi i jedną rękę nad głową lub ustnie poddając się sędziemu (poddanie werbalne). Główny sekundant lub trener zawodnika może poddać walkę poprzez wrzucenie białego pasa do każdego rogu pola wałki (PIT) i natychmiast powiadomić sędziego.

### Techniki dozwolone w pozycji stojącej
Wszystkie techniki ciosów pięścią i rękoma wykonywane są zaciśniętą pięścią skierowaną do przodu i boków twarzy oraz torsem powyżej linii pasa. Uderzenia grzbietem dłoni są również legalne. Wszystkie techniki kopania wykonywane w przód i bok głowy oraz tułów powyżej linii pasa. Kopnięcia okrężne lub zahaczające (nieliniowe lub pchające)  tylko do nóg poniżej kolan. Podciągnięcia, doskoki i rzuty (inne niż wymienione jako faule).

### Techniki dozwolone, gdy jeden zawodnik znajduje się w pozycji uziemionej (parterowej)
Zawodnik jest uważany za będącego w pozycji uziemionej (parterowej) gdy jakakolwiek część ciała inna niż podeszwy stóp dotykają obszaru maty. Zawodnik stojący może atakować tylko legalnymi uderzeniami rękoma (z wyjątkiem ciosów "młotkowych" i grzbietem dłoni). Uziemiony zawodnik może atakować wszystkimi legalnymi uderzeniami (w tym kopnięciami zgodnie z zasadami wstawania). Ściany pola wałki (PIT) NIE są uważane za podłoże czy matę. W odniesieniu do ścian pola walki (PIT), zawodnik może być uznany za uziemionego tylko wtedy, gdy jest skierowany bezpośrednio do ściany i ma na niej obie ręce.

### Techniki zabronione (faule)
- uderzenie otwartą dłonią (inne niż uderzenie grzbietem dłoni) lub uderzenie palcami w dowolny cel
- uderzenie pięścią-młotem lub ciosem grzbietowym, gdy zawodnik znajduje się w pozycji uziemionej
- uderzenie kolanem, łokciem, przedramieniem lub głową
- kopnięcie części nogi poniżej biodra i powyżej dolnej części kolana
- uderzanie lub chwytanie za gardło w jakikolwiek sposób
- uderzenie w kręgosłup lub tył głowy
- kopanie, deptanie, wskakiwanie lub rzucanie się na uziemionego przeciwnika
- wszelkiego rodzaju ataki pachwiny
- chwytanie głowy przeciwnika obiema rękami lub trzymanie głowy jedną ręką i uderzanie drugą
- rzuty jedno- i dwunożne (złapanie kopiącej nogi przeciwnika i wykonanie obalenia nie jest uważane za obalenie jedną nogą).
- zaciskanie, trzymanie lub chwytanie z jakiegokolwiek powodu innego niż natychmiastowe wykonanie legalnej techniki. Nieaktywny klincz jest rozdzielany przez sędziego.
- suplesy lub inne techniki rzucania nad głową
- celowe rzucanie lub obijanie głowy lub szyi przeciwnika  lub walka poza polem walki
- nieśmiałość lub pasywność, w tym między innymi; unikanie kontaktu z przeciwnikiem, nie inicjowanie legalnych technik, celowe lub konsekwentne upuszczanie ochraniacza na szczękę lub udawanie kontuzji
- trzymanie rękawic przeciwnika
- atakowanie przeciwnika w przerwie lub podczas przerwy, gdy przeciwnik znajduje się pod opieką sędziego lub po usłyszeniu dzwonka kończącego rundę
- rażące lekceważenie instrukcji sędziego lub jakąkolwiek ingerencję ze strony narożnika
- gryzienie, plucie, szarpanie, szczypanie, skręcanie ciała, ciągnięcie za włosy, wkładanie palców do ust i nosa, skaleczenia lub jakakolwiek inna "brudna taktyka”
- angażowanie się w jakiekolwiek niesportowe zachowanie, w tym między innymi obraźliwy język
- nakładanie obcej substancji na włosy lub ciało w celu uzyskania przewagi

### Punktacja walki
Walki KARATE COMBAT są oceniane przez trzech sędziów przy użyciu systemu 10 punktów. Sędziowie oceniąją względne zalety występu każdego zawodnika zgodnie z następującymi priorytetowymi kryteriami, w kolejności:
- skuteczna agresywność
- liczba skutecznych technik kopania, skuteczne uderzenia
- dominacja
- obrażenia i kontrola

## Kategorie wagowe[5]

### Mężczyźni
| Ciężka     | +93kg (+205 lb) |
| Półciężka  | 93kg (205 lb)   |
| Średnia    | 84kg (185 lb)   |
| Półśrednia | 75kg (165 lb)   |
| Lekka      | 68kg (150 lb)   |
| Kogucia    | 61kg (135 lb)   |

### Kobiety
| Kogucia | +55kg (+121lb) |
| Musza   | 55kg (121 lb)  |

## Aktualni mistrzowie[5]
| Mistrzostwo                                | Aktualny mistrz         | Data zdobycia    |
| ------------------------------------------ | ----------------------- | ---------------- |
| Mistrzostwo wagi średniej Karate Combat    | Shanin Atamov (4-1-0)   | 2 września 2021  |
| Mistrzostwo wagi półśredniej Karate Combat | Josh Quayhagen (6-1-0)  | 9 listopada 2019 |
| Mistrzostwo wagi lekkiej Karate Combat     | Edgars Skrivers (4-0-0) | 21 września 2019 |
| Mistrzostwo wagi koguciej Karate Combat    | Eoghan Chelmiah (3-0-0) | 16 września 2021 |